# Robert Cenker
Robert Joseph Cenker jr. (* 5. listopadu 1948, Uniontown, Pensylvánie, USA) je americký inženýr, 198. kosmonaut planety Země po letu v raketoplánu Columbie z roku 1986 ve funkci specialisty na užitečné zatížení.

## Životopis
Cenker získal titul bakaláře (1970) a magistra (1973) na Pennsylvania State University v aerokosmických technologiích a inženýrem elektrotechniky se stal na Rutgers University v roce 1977.
Ing. Cenker byl v týmu kosmonautů NASA od roku 1985 jako specialista firmy RCA na užitečná zatížení v kosmu.

## Let do vesmíru
Jednalo se o šestidenní misi raketoplánu Columbia, která vynesla družici Satcom 1. Posádku tvořila tato sedmička kosmonautů: Robert Gibson, Charles Bolden, Franklin Chang-Diaz, Steven Hawley, George Nelson, Robert Cenker a zástupce Demokratické strany za stát Floridu ve Sněmovně reprezentantů Clarence Nelson. Start raketoplánu byl na floridském mysu Canaveral, přistání kvůli zhoršenému počasí bylo na základně Edwards v Mohavské poušti v Kalifornii.
Ing. Cenker měl na starosti práci s citlivou televizní kamerou IR-IE, vyvinutou právě jeho firmou. Byla určená pro snímání objektů vyzařujících teplo v atmosféře i na Zemi, což byl jeden z aspektů programu Hvězdných válek (projekt SDI).
- STS-61-C Columbia, (start 12. ledna 1986, přistání 18. ledna 1986)

## Po letu
Ve skotském Edinburghu se zúčastnil v roce 2007 XX. planetárního kongresu ASE - Asociace kosmických cestovatelů, která sdružuje většinu kosmonautů světa.